# John Gregory (friidrottare)
John Gregory, född 22 juni 1923 i Bristol, död 15 december 2003 i Bristol, var en brittisk friidrottare.
Gregory blev olympisk silvermedaljör på 4 x 100 meter vid sommarspelen 1948 i London.